# Dick's Sporting Goods Park
Dick's Sporting Goods Park, còn được gọi là DSG Park, là một sân vận động dành riêng cho bóng đá nằm ở Commerce City, Colorado, là sân nhà của đội bóng đá nam chuyên nghiệp Colorado Rapids. Sân vận động có sức chứa lên đến 18.061 người cho các trận đấu bóng đá, nhưng có thể tăng sức chứa lên 19.734 người cho các sự kiện bóng đá đặc biệt và 27.000 người cho các buổi hòa nhạc. Sân trở thành sân nhà thứ ba của Rapids sau khi khánh thành vào năm 2007. Nằm ở độ cao hơn 5.200 foot (1.600 m) so với mực nước biển, sân vận động có độ cao cao nhất so với bất kỳ sân vận động nào được các đội MLS sử dụng thường xuyên.